# Audrey Napoleon
Audrey Napoleon (née le 31 mars 1987 à Houston),,, est une auteure-compositrice-interprète, productrice, remixeuse, DJ, mannequin et entrepreneuse américaine.

## Biographie
Napoleon est née à Houston au Texas. En 2005, elle déménage à Los Angeles, en Californie. Elle fait remonter ses débuts de productrice de disque et de DJ à 2007, dans un genre musical house.
En 2012, Napoleon participe à l'Identity Festival, au Comcast Center de Mansfield, dans le Massachusetts. C'est pour elle l'occasion de travailler avec des artistes tels que Madeon, Deadmau5, Avicii et les Nervo.
En janvier 2013, Complex cite Napoleon parmi les 15 femmes les plus importantes dans la dance.
En octobre de la même année, des spéculations qui en font la productrice de Venus, le deuxième single issu du quatrième album de Lady Gaga, Artpop, se répandent. Cependant, elle déclare officiellement que même si elle souhaiterait collaborer avec la chanteuse, rien n'est prévu entre elles.[réf. nécessaire]
Après une décennie consacrée à se faire reconnaitre dans le « top 5 des DJ femmes », elle se retire officiellement de la musique en 2018, puis fonde Gostrider, une entreprise destinée à accompagner les personnalités qui souhaitent faire fructifier leur capital de fans en lançant leur marque de produits de beauté,.

## Discographie

### Singles
- 2010 : This is Fucking Techno (Circuit Freq Records)
- 2011 : Group Games (Death Proof Recordings)
- 2011 : Mission: Sleep (Death Proof Recordings)
- 2011 : Bird Lynch (Circuit Freq Records)
- 2011 : Foxy Boxy (SQE Music)
- 2011 : #MySunrise (SQE Music)
- 2012 : Banana Soda Es Muy Loca (SQE Music)
- 2012 : Bitchy Queen (SQE Music)
- 2012 : Carlos Martinez (SQE Music)
- 2012 : Green +15 (SQE Music)
- 2012 : Only You (SQE Music)
- 2012 : Poison (SQE Music)
- 2013 : Dope A La Mode (SQE Music)
- 2017 : Breathe (Datacode Records)
- 2018 : Dope A La Mode (2018) (Independent Records)
- 2023 : That's All the Lemonade
- 2023 : The Jump Up

### EP
- 2012 : Ornamental Egos (SQE Music)

### Remixographie
- 2011 : D. Ramirez – Everybody Has the Right (Toolroom Records)
- 2013 : C.C. Sheffield – Long Brown Hair (Ultra Records)
- 2014 : Filter – Surprise (Wind-up Records)
- 2014 : Le Castle Vania – Disintegration (Mau5trap)
- 2015 : Colette Carr – Static (Kawaii Nation)

### Compilations de mixes
- 2010 : Death Techno 015 (Death Techno)
- 2012 : Prospects (Death Proof Recordings)
- 2013 : Keep It Death Proof (Death Proof Recordings)